# Вишгора
Вишгора — гірськолижний комплекс поблизу Києва (також відомий як Федотова гірка) у Вишгороді.

## Історія
Побудована у вісімдесяті роки, спортивна база «Вишгород», як вона колись називалася, була відома своєю відмінною підготовкою спортсменів із санних видів спорту.
У 1993 році санний спорткомплекс закрився, а приблизно через пів року траса згоріла.
Спортивний комплекс має чудову історію: тут починала свою спортивну кар'єру українська саночниця Наталія Якушенко, що брала участь в трьох зимових Олімпійських іграх, зайнявши восьмі місця в одиничному розряді у 2002 та у 2006 роках.

## Сьогодення
Сьогодні гірськолижний курорт має лижну школу, підіймач, кілька трас, одна з них лижна.
На території комплексу також є траси для сноубордингу та сноутюбінгу. Для досвідчених любителів є кілька невеликих лижних спусків.
Також працює пункт прокату спорядження та невелике кафе для любителів зимових видів спорту, медичний пункт, лижний магазин для ремонту спортивного спорядження.
З Києва курсує громадський транспорт. Під час спортивного сезону офіційний сайт транслює свою лижну зону протягом дня.